# Haji Sulong Abdul Qadir
Hadschi bzw. Haji Sulong Abdul Qadir, eigentlich Sulong bin Abdul Kadir bin Mohammed el Patani (* 1893 Pattani, Thailand; † 13. August 1954) war ein malaiischer Imam und Politiker aus Südthailand.
Im Alter von 12 Jahren ging er nach Mekka, wo er bis 1924 studierte. Er wurde zum Hauptvertreter der Jawi-schreibenden Elite muslimische Malaien zum Vorsitzenden des Islamischen Religionsrats für die Provinz Pattani.
1946 hatte er zunächst vergeblich auf den Anschluss Pattanis an die Malaiische Union bzw. deren Nachfolger, die Föderation Malaya gehofft, 1947 nahm er auch Kontakt zu Indonesiens Führer Sukarno auf, der für einen einheitlichen Gesamtstaat aller Indonesier und Malaien unter Einschluss Pattanis eintrat. Als realistischere Alternative schlug er 1947 eine Autonomie Pattanis innerhalb Thailands vor: Er forderte die Vereinigung der drei Provinzen Pattani, Yala und Narathiwat unter einen aus dem Süden stammenden und vor Ort gewählten Gouverneur sowie einen dem malaiischen Bevölkerungsanteil entsprechenden Anteil von 80 % an den Verwaltungsposten, malaiischen Schulunterricht und die Wiedereinführung der Scharia. Dafür wurde Haji Sulong Anfang 1948 verhaftet und wegen Hochverrats verurteilt. Zwar musste er nach anhaltenden Massenprotesten 1952 wieder freigelassen werden, doch „verschwand“ er 1954 zusammen mit seinem ältesten Sohn Ahmad Tomina (nach anderen Angaben als Wan Mohammed bezeichnet) und wurde wahrscheinlich auf Befehl von Polizeigeneral Phao Siyanon ermordet.
Einigen Muslimen gilt er als seitdem entrückter bzw. verborgener Imam, den meisten Malaien nachfolgender Generationen zumindest als Märtyrer und Symbol des Widerstands gegen die Thaiisierung.
Sein jüngster Sohn, Amin Dato Minal, wurde 1957 als Abgeordneter Pattanis ins Parlament nach Bangkok gewählt, obwohl mehrere seiner Mitarbeiter während der Wahlkampagne ermordet worden waren. In Bangkok versuchte er 1958 (vergeblich), ein früheres Buch seines Vaters über Unabhängigkeit (Gugusan Chahaya Keselamatan) herauszugeben.